# Sisyrinchium bermudiana
Sisyrinchium bermudiana is een plant uit de lissenfamilie (Iridaceae).